# Cincheri, Sindhnur
Cincheri là một làng thuộc tehsil Sindhnur, huyện Raichur, bang Karnataka, Ấn Độ.